# جاك جيرار
جاك جيرار (بالفرنسية: Jacques Gérard)‏ هو طيار بطل فرنسي، ولد في 26 أكتوبر 1890 في باريس في فرنسا، وتوفي في 3 يوليو 1918.